# Achimelek

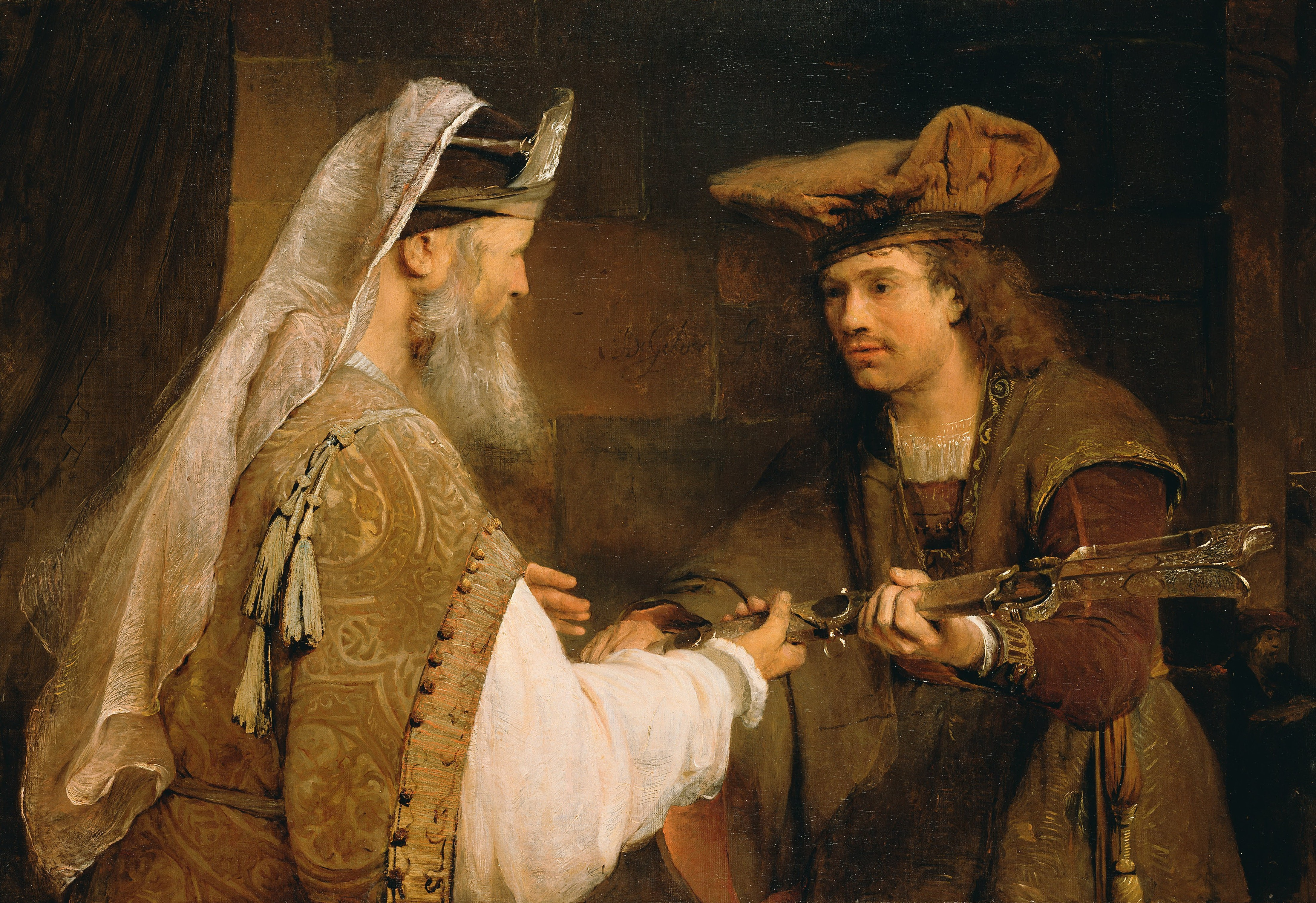
Achmelek wręcza miecz Goliata Dawidowi, obraz Aerta Geldera, XVII w.

Achimelek − postać biblijna z Pierwszej Księgi Samuela.
Był to kapłan z Nob, który pomógł Dawidowi w czasie jego ucieczki przed królem Saulem. Dał Dawidowi chleb z ołtarza i miecz Goliata. Kiedy Saul dowiedział się o tym, kazał zgładzić Achimeleka, współpracujących z nim kapłanów oraz wszystkich ludzi z Nob. 